# 阿拉·侯赛因·阿里
阿拉·侯赛因·阿里·哈法吉·贾贝尔（阿拉伯语：علاء حسين علي جبر الخفاجي，1948年—），伊拉克、科威特政治人物，在海湾战争期间曾担任伊拉克的傀儡政权“科威特共和国”的国家元首。

## 生涯
阿里拥有伊拉克和科威特的双重国籍，在科威特长大，后来在巴格达学习，并加入阿拉伯复兴社会党—伊拉克地区。阿里原为科威特陆军中尉。后来在伊拉克入侵科威特，阿里被巴格达方面提升为上校，扶植建立一个由九名成员组成的傀儡政府——科威特共和国。一周以后，科威特被伊拉克兼并，改为科威特省，阿里被任命为伊拉克副总理。沙漠风暴行动后，阿里与他的家庭使用假名字经土耳其逃亡挪威，直到1998年为止一直销声匿迹。
1993年，阿里被科威特政府控叛国罪，缺席判处绞刑。2000年1月，他回到科威特试图上诉。但法庭于2000年5月3日再次认定其叛国罪。2001年5月，被减刑为终身监禁。